# Соловьёв, Александр Николаевич (тренер)
Александр Николаевич Соловьев (18 января 1955, Алма-Ата, СССР — 11 апреля 2010, Самара, Россия) — советский и российский футбольный тренер. Заслуженный тренер России. подполковник

## Биография
Окончил Казахский институт физической культуры в г. Алма-Ата. После окончания института стал тренером.
Одним из первых начал развивать в стране женский футбол. В 1998 году в Алма-Ате создана футбольная команда «Грация». Команду возглавил подполковник Александр Соловьев. В 1990 году у команды появился спонсор — мебельное производственное объединение «Мерей». Успехи команды были замечены в СКА—11 ВВС Среднеазиатского военного округа СССР (73-я Воздушная Армия со штабом в Алма-Ате) и команда вновь сменила название с «Мерей» на «СКА-Мерей», став первой в СССР женской армейской командой по футболу.
Александр Соловьев четыре раза приводил клуб к победе в Чемпионате России по футболу среди женщин.
При распаде Советского Союза команда перебралась сначала в Тольятти, а затем в Самару. В 2004 году перешел с должности главного тренера на должность президента и пытался сохранить клуб в высшей лиги российского женского футбола.
В декабре 1995 года Конфедерация футбола Бразилии пригласила к участию в турнире «Brazil Cup» сборную России, так как оперативно собрать сборную не представлялось возможным, то в футболках сборной России вышли игроки ЦСК ВВС (Самара). Результаты: США (1:8, 13.01),
Украина (3:1, 16.01) и Бразилия (0:4, 18.01). К 3 месту сборную привел тренерский дуэт: Александра Соловьёва и Виталия Шашкова.
Один из немногих тренеров сумевших вырастить из своих подчиненных будущих тренеров высокого уровня:
- Татьяна Егорова (Россиянка)
- Галина Комарова (Крылья Советов)
- Разия Нуркенова (Казахстан и ЦСК ВВС)
- Светлана Петько (ШВСМ Измайлово)
- Елена Фомина (Россия и Локомотив)

В период с 07.2005 — 11.2007 года трудится в структуре футбольного клуба «Крылья Советов».

## Достижения

### Главный тренер
Чемпионат России по футболу среди женщин
- Чемпион России (4): 1993, 1994, 1996 и 2001
- Вице—чемпион России (4): 1992, 1995, 1997 и 1998
- Бронзовый призёр России (3): 1999, 2000 и 2003

Кубок России по футболу среди женщин
- Обладатель Кубка (1): 1994
- Финалист Кубка (3): 1995, 1996 и 2002

Чемпионат России по футзалу среди женщин
- Чемпион России (2): 2000 и 2001[9]
- Бронзовый призёр России (2): 2002[10] и 2003[11]

Обладатель Кубка Содружества (1)1996
Участник 1/4 финала Кубка УЕФА (1)2002/2003
Победитель турнира «Кубанская весна» (2)2003 и 2004